# Luvsanlkhündegiin Otgonbayar
Luvsanlkhündegiin Otgonbayar est une coureuse de fond mongole née le 13 juillet 1982 à Ömnögovi.
En 2004, elle participes aux Jeux olympiques d'été à Athènes où elle est la dernière participantes à passer la ligne d'arriver de l'épreuve de marathon après 3 h 48 min. Elle arrive plus de 30 minutes après la candidate qui l'a précédée sur la ligne d'arrivée, Aguida Amaral, et plus d'une heure après la gagnante, Mizuki Noguchi.
Elle participe à nouveau à l'épreuve féminine du marathon aux jeux olympiques de 2012 où elle améliore sa précédente performance olympique en terminant en 2 h 52 min 15 s. Elle est encore présente aux jeux olympiques de 2016 où elle améliore à nouveau sa performance olympique en terminant en 2 h 45 min 55 s.